# Port lotniczy Yoboki
Port lotniczy Yoboki (ang. Yoboki Airport) – lotnisko w Dżibuti. Znajduje się w miejscowości Yoboki.